# Điều khiển đóng-mở

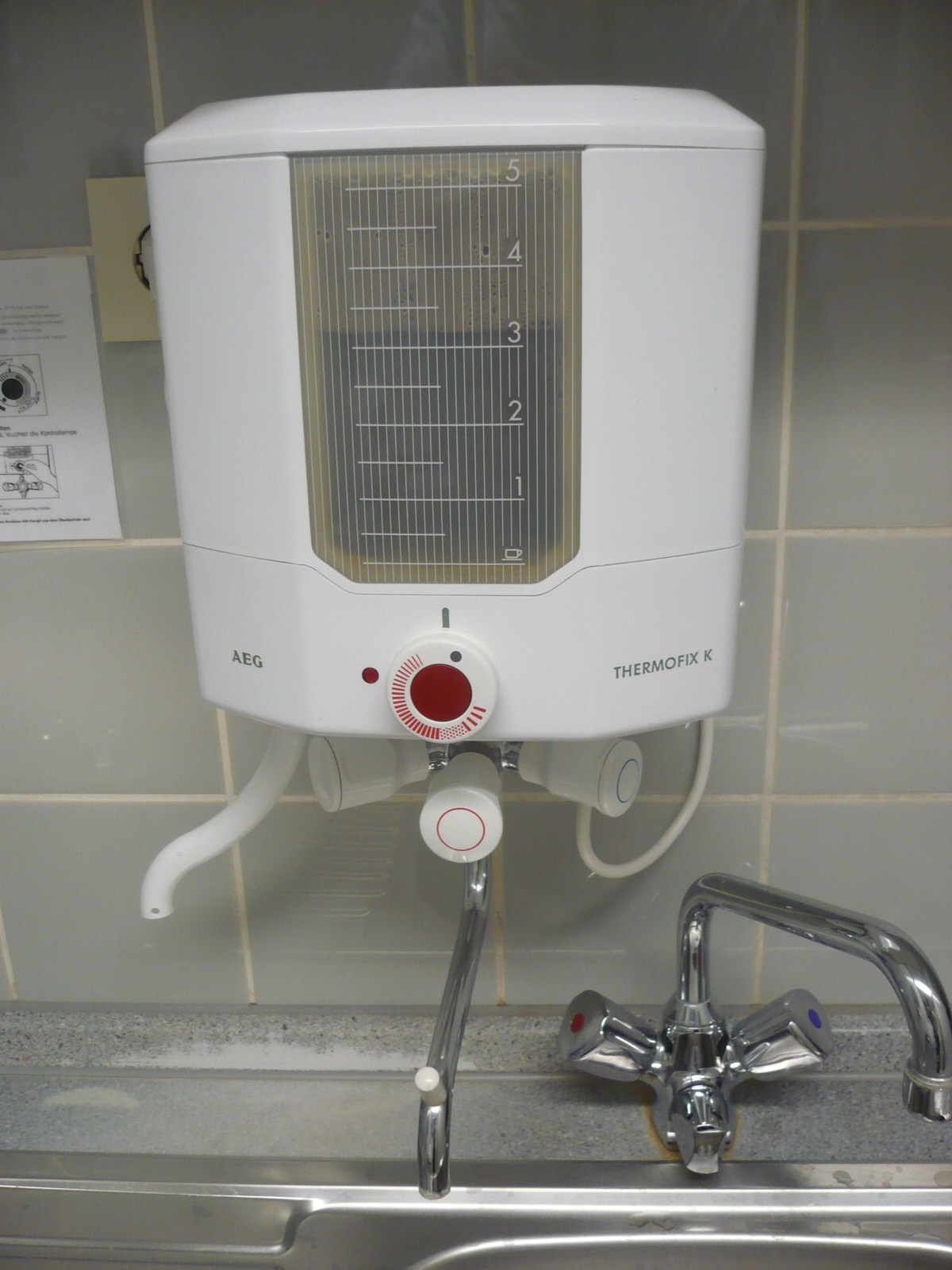
Máy nước nóng duy trì nhiệt độ mong muốn bằng cách đóng cắt nguồn điện (ngược với dòng điện hoặc điện áp thay đổi liên tục) dựa trên phản hồi nhiệt độ là một ví dụ áp dụng điều khiển bang-bang. Mặc dù nguồn cấp chuyển từ trạng thái rời rạc này sang trạng thái rời rạc khác, nhiệt độ nước sẽ vẫn tương đối ổn định do tính chất thay đổi chậm của nhiệt độ trong các vật liệu. Do đó, nhiệt độ điều chỉnh giống như một hệ thống cấu trúc biến đổi được tạo bởi bộ điều khiển bang-bang.

Biểu tượng của một điều khiển đóng-mở

Trong lý thuyết điều khiển, điều khiển bang-bang (điều khiển on-off hay điều khiển đóng mở), cũng được gọi là điều khiển trễ, là một bộ điều khiển phản hồi mà chuyển đột ngột giữa hai trạng thái. Các bộ điều khiển này có thể được thực hiện trong điều kiện của bất kỳ yếu tố nào có độ trễ. Chúng thường được sử dụng để điều khiển một nhà máy mà chấp nhận một đầu vào nhị phân, ví dụ như một lò nung hoặc là hoàn toàn bật hoặc là hoàn toàn tắt. Hầu hết máy điều nhiệt trong dân cư phổ biến là điều khiển bang-bang. Hàm bước Heaviside ở dạng rời rạc là một ví dụ của một tín hiệu điều khiển bang-bang. Do tín hiệu điều khiển gián đoạn, các hệ thống bao gồm các bộ điều khiển bang-bang là những hệ thống cấu trúc biến đổi, và các bộ điều khiển bang-bang do vậy chính là các bộ điều khiển cấu trúc biến đổi.

## Giải pháp bang-bang trong điều khiển tối ưu
Trong các bài toán điều khiển tối ưu, đôi khi một điều khiển bị hạn chế là giữa một ràng buộc ở dưới và một ràng buộc ở trên. Nếu điều khiển tối ưu chuyển từ một cực đoan này sang một cực đoan khác (tức là tuyệt đối không bao giờ ở giữa các giới hạn này), thì điều khiển đó được gọi là một giải pháp bang-bang.
Điều khiển bang-bang thường xuyên phát sinh trong các bài toán cực tiểu hóa - thời gian. Ví dụ, nếu muốn chặn một chiếc xe hơi trong thời gian ngắn nhất có thể tại một vị trí xác định đủ xa về phía trước của nó, giải pháp là phải tăng tốc tối đa cho đến khi điểm chuyển mạch duy nhất, và sau đó phải phanh tối đa đến để dừng đúng vị trí chính xác mà ta mong muốn.
Một ví dụ quen thuộc thường ngày là đun nước sôi trong thời gian ngắn nhất, bằng cách nung đủ nhiệt, sau đó tắt ấm đu khi nước đạt đến nhiệt độ sôi. Lấy ví dụ trong một hộ gia đình khép kín, trong đó các thiết bị làm nóng hay máy nén điều hòa không khí, hoặc là chạy hoặc là không, tùy thuộc vào nhiệt độ đo được ở trên hoặc dưới điểm đặt.
Giải pháp bang-bang cũng phát sinh khi Hamilton là tuyến tính trong biến điều khiển; áp dụng nguyên tắc cực tiểu hoặc cực đại Pontryagin sẽ dẫn đến đẩy điều khiển tới giới hạn trên hoặc giới hạn dưới của nó tùy thuộc vào dấu của hệ số của u trong Hamilton.
Tóm lại, điều khiển bang-bang thực sự là điều khiển tối ưu trong một số trường hợp, mặc dù chúng cũng thường xuyên được sử dụng vì sự đơn giản thuận tiện.